# Futsal-Niederrheinliga
Die Futsal-Niederrheinliga ist seit 2006 die oberste Futsal-Liga des Fußballverbandes Niederrhein e.V. (FVN) in Nordrhein-Westfalen. Sie stellt derzeit die dritthöchste Futsal-Spielklasse unterhalb der Futsal-Bundesliga und der Regionalliga, in NRW der Futsalliga West, und oberhalb der viertklassigen Landesliga, am Niederrhein die FVN Futsal-Landesliga, dar.

## Historie
Die FVN Futsal-Niederrheinliga wird seit der Saison 2006 ausgespielt. In der Saison 2013/2014 wurde eine unterklassige 2. FVN Futsal-Niederrheinliga eingeführt, die seit der folgenden Saison 2014/2015 in FVN Futsal-Landesliga umbenannt wurde. Seit Einführung der Futsal-Bundesliga ist die FVN Futsal-Landesliga nur noch drittklassig.

## Modus
Die FVN Futsal-Niederrheinliga wird in Hin- und Rückrunde ausgespielt.
Bei Punktgleichheit zählt der direkte Vergleich der Teams vor der Tordifferenz.
Bis einschließlich zur Saison 2010 wurde die Liga in einer Hinrunde mit anschließenden Play-offs ausgespielt. In den Play-offs spielten die Teams, die nach der Hinrunde auf den Plätzen 1 bis 4 platziert waren, um Meisterschaft und den Aufstieg in die (damals) WFLV Futsal-Regionalliga. In der Saison 2010/2011 wurde die Liga erstmals mit Hin- und Rückrunde durchgeführt. In der Saison 2013/2014 wurde, durch die Unterteilung in zwei nachgeordnete Ligen, erstmals in drei Runden gespielt, in einer Hin-, Rück- und Drittrunde, so dass jedes Team gegen jedes andere Team mindestens ein Mal Heimrecht hat.

## Auf- und Abstieg
Der am Saisonende Erstplatzierte, der Futsal-Niederrheinmeister, steigt seit Gründung der Liga direkt in die WDFV (früher WFLV) Futsalliga West auf.
Die Abstiegsregelung wurde zuletzt vor der Saison 2019/2020 modifiziert: Der Letztplatzierte und der Vorletzte steigen direkt in die FVN Futsal-Landesliga ab, der Drittletzte spielt eine Relegationsrunde gegen den Drittplatzierten der FVN Futsal-Landesliga aus.

## Bisherige Meister
| Saison   | Meister                              | Spiele | Siege | Unentschieden | Niederlagen | Punkte |
| -------- | ------------------------------------ | ------ | ----- | ------------- | ----------- | ------ |
| 2007     | Juniors Futsal Club Wesel            | 8      | 6     | 1             | 1           | 19     |
| 2008     | 1. MSC Strandkaiser Krefeld          | 7      | 7     | 0             | 0           | 21     |
| 2009     | Futsalicious Essen                   | 12     | 8     | 1             | 3           | 25     |
| 2010     | Futsal Lions Turu Düsseldorf         | 10     | 10    | 0             | 0           | 30     |
| 2010/11  | FC Montenegro Wuppertal              | 18     | ?     | ?             | ?           | 45     |
| 2011/12  | Futsal Selecao Wuppertal             | 16     | 15    | 1             | 0           | 46     |
| 2012/13  | FC Montenegro Wuppertal              | 22     | 21    | 1             | 0           | 64     |
| 2013/14  | Futsalicious Essen                   | 21     | 18    | 1             | 2           | 55     |
| 2014/15  | PSV Wesel-Lackhausen                 | 20     | 17    | 0             | 3           | 51     |
| 2015/16  | Futsal Lions Turu Düsseldorf         | 18     | 15    | 1             | 2           | 46     |
| 2016/17  | Wuppertaler SV Futsal                | 19     | 18    | 1             | 0           | 55     |
| 2017/18  | Primero Club de Futsal (PCF) Mülheim | 18     | 16    | 1             | 1           | 49     |
| 2018/19  | SC Bayer 05 Uerdingen Futsal         | 18     | 18    | 0             | 0           | 54     |
| 2019/20* | Post SV Düsseldorf Futsal            | 13     | 13    | 0             | 0           | 39     |

*Die Saison 2019/2020 wurde aufgrund der Corona-Pandemie abgebrochen und gemäß einer Quotientenregel gewertet. Es gibt nur Aufsteiger, keine Absteiger. Die WDFV Futsalliga West wird zur Saison 2020/2021 aufgestockt, weshalb neben dem Futsal-Niederrheinmeister Post SV Düsseldorf auch der Drittplatzierte PCF Mülheim aufsteigen wird - der Zweitplatzierte Fortuna Düsseldorf III ist nicht aufstiegsberechtigt, da die 1. Mannschaft bereits in der Regionalliga spielt.

Anmerkung: Es gibt aktuell keine vollständige, öffentlich einsehbare Übersicht zu allen Saisons, die in der FVN Futsal-Niederrheinliga aus gespielt wurden. Der Fußballverband Niederrhein (FVN) hatte bis 2018 eine Übersicht auf seinem Futsal-Portal. Futsalicious Essen hat seit 2008 (und rückwirkend seit 2005) gesammelt und größtenteils veröffentlicht. Seit 2011/12 sind Daten bei Fussball.de und FuPa.net verfügbar.

## Vereine & Teams
Folgende Vereine haben mit ihren Teams bislang an der FVN Futsal-Niederrheinliga teilgenommen:
| Stadt               | Verein                                    | Aktivität |
| ------------------- | ----------------------------------------- | --------- |
| Bocholt             | Futsal Tigers Bocholt                     | inaktiv   |
| Dinslaken           | SGP Oberlohberg                           | inaktiv   |
| Dinslaken           | Futsal Bulls Dinslaken                    | inaktiv   |
| Düsseldorf          | Futsal Lions Turu Düsseldorf              | aktiv     |
| Düsseldorf          | Post SV Düsseldorf                        | aktiv     |
| Düsseldorf          | TSV Toro Eller 04                         | inaktiv   |
| Düsseldorf          | Futsal Lions Turu Düsseldorf              | inaktiv   |
| Düsseldorf          | Inter Futsal Düsseldorf                   | inaktiv   |
| Düsseldorf          | Japanischer Club Düsseldorf               | inaktiv   |
| Düsseldorf          | NK Croatia 70 Düsseldorf                  | inaktiv   |
| Düsseldorf          | Futsal United Düsseldorf                  | inaktiv   |
| Düsseldorf          | SC Flingern                               | inaktiv   |
| Duisburg            | Rumelner TV                               | inaktiv   |
| Erkrath             | SG Wittfeld-Wohnverbund                   | inaktiv   |
| Essen               | Futsalicious Essen                        | aktiv     |
| Haan                | SSVg 06 Haan                              | aktiv     |
| Hilden              | MSV 04 Hilden                             | inaktiv   |
| Hilden              | DSI Sportstrand Hilden                    | inaktiv   |
| Kamp-Lintfort       | Türkiyemspor Kamp-Lintfort                | inaktiv   |
| Kleve               | Hochschule Rhein-Waal (HSRW) Kleve Futsal | aktiv     |
| Köln                | Dropkick Futsal Köln                      | inaktiv   |
| Krefeld             | SC Bayer 05 Uerdingen                     | aktiv     |
| Krefeld             | 1. MSC Strandkaiser Krefeld               | inaktiv   |
| Mönchengladbach     | Furious Futsal (FF) 07 Mönchengladbach    | aktiv     |
| Moers               | International Moers                       | aktiv     |
| Moers               | FC Maroc Moers                            | inaktiv   |
| Moers               | VfL 08 Repelen                            | inaktiv   |
| Monheim             | Lucky Seven Monheim                       | inaktiv   |
| Mülheim an der Ruhr | Primero Club de Futsal (PCF) Mülheim      | aktiv     |
| Nettetal            | FC/FFC Nettetal 2009                      | inaktiv   |
| Neuss               | Futsal TG Neuss                           | inaktiv   |
| Richrath            | Toro Futsal Lightnings Tuspo Richrath     | aktiv     |
| Velbert             | TVD Velbert                               | inaktiv   |
| Wesel               | PSV Wesel-Lackhausen                      | inaktiv   |
| Wesel               | Inter Futsal Wesel                        | inaktiv   |
| Wesel               | Juniors Futsal Club Wesel                 | inaktiv   |
| Wuppertal           | Wuppertaler SV                            | aktiv     |
| Wuppertal           | Futsal Selecao Wuppertal                  | inaktiv   |
| Wuppertal           | FC Montenegro Wuppertal                   | inaktiv   |
| Wuppertal           | Triebwagen Wuppertal                      | inaktiv   |